# Weekend in Tamesby
Weekend in Tamesby is een hoorspel van Dick Dreux (1913-1978). De VARA zond het uit op zaterdag 26 maart 1966. De regisseur was Jan C. Hubert. Het hoorspel duurde 50 minuten.

## Rolbezetting
- Wam Heskes (notaris Dowell & de oude Mac Randy)
- Hans Veerman (Daan de Groot)
- Paul van der Lek (inspecteur John Weldon)
- Corry van der Linden (Mary Meldon)
- Hans Karsenbarg (hun Schotse vriend Allan)
- Tonny Foletta (de barkeeper)
- Donald de Marcas (een treinconducteur & een wachtcommandant)

## Inhoud
Daan de Groot is uitgenodigd door zijn vrienden John en Mary Weldon om te komen “weekenden” in het kleine plaatsje Tamesby in Engeland. In deze omgeving schreef Emily Brontë haar boeken. Onderweg in de trein ontmoet hij een zekere Mr. Dowell, notaris en filosoof, een type Engelsman zoals wij ons die voorstellen: keurig gekleed, paraplu, bolhoed en een lorgnet met een zwart lint eraan. De Engelsman vraagt Daan een boodschap af te geven bij Mr. Mac Randy in Tamesby. Waarom kon hij de boodschap niet zelf doorgeven? In het oude huis van John Weldon, districtsinspecteur van Scotland Yard, vertelt Daan de boodschap van Dowell, het bericht voor Mac Randy. Bij het open haardvuur, in de sfeer van Dickens en Bierce, denkt John Weldon na… Vijftien jaar geleden verongelukte Gillis Mac Randy. Twaalf jaar geleden werd Arthur Mac Randy in hun visvijver gevonden en vijf jaar geleden Angus Mac Randy… En morgen?? En waarom draagt Mr. Dowell een boodschap op aan een vreemde, terwijl hij toch zelf dicht in de buurt is? Selby ligt maar een paar mijl hiervandaan. Zal John  Weldon het raadsel ontsluieren? Het geheim van Mac Randy, die een taak vervult die hij niet verwacht had…